# Oswaldo Sánchez
Oswaldo Javier Sánchez Ibarra (* 21. September 1973 in Guadalajara, Jalisco) ist ein ehemaliger mexikanischer Fußballtorwart. Er beendete seine Karriere 2014 bei Santos Laguna. Mit Santos und Deportivo Guadalajara gewann er drei Meisterschaften und einmal den Pokal. Oswaldo ist mit 725 Einsätzen Rekordspieler der Liga MX und hat zwischen 1996 und 2011 99 Partien für die mexikanische Nationalmannschaft bestritten.

## Karriere
Am 30. Oktober 1993 debütierte der 20-jährige Oswaldo für Atlas Guadalajara. Im Sommer 1996 wechselte der Torhüter zum Club América, einem der populärsten Vereine in Mexiko. In dieser Zeit wurde er in das Nationalteam von Trainer Ricardo Antonio La Volpe berufen. Im Sommer 1999 wechselte Sánchez von América zu Deportivo Guadalajara, wo er sieben Jahre blieb und zum Idol der Fans wurde. Unmittelbar nach dem Gewinn des Torneo Apertura 2006 wechselte er zu Santos Laguna, wo er einen Dreijahresvertrag unterzeichnete. Mit 1,8 Millionen US-Dollar Jahresgehalt war er zu jener Zeit der höchstbezahlte Fußballer Mexikos und der Torhüter mit den meisten Einsätzen für die mexikanische Nationalmannschaft.

## Nationalmannschaft
Er war bei der WM 1998 und bei der WM 2002 jeweils als Ersatzmann, einmal als zweiter und einmal als dritter Torhüter dabei. Mit der mexikanischen Nationalmannschaft gewann er den CONCACAF Gold Cup 2003 und wurde zum besten Torhüter gewählt. Beim Konföderationen-Pokal 2005 durfte er alle Spiele von Mexiko bestreiten. Die Mannschaft wurde Vierter, aber er wurde erneut zum besten Torhüter des Turniers gewählt. Bei der Fußball-Weltmeisterschaft 2006 in Deutschland bestritt Oswaldo Sánchez ebenfalls alle Spiele für Mexiko. Sein Einsatz war jedoch kurz vor Beginn des Turniers gefährdet, da sein Vater gestorben war und er aus dem deutschen Trainingslager zur Beerdigung nach Mexiko zurückreiste. Erst kurz vor dem ersten Spiel seiner Mannschaft gegen den Iran kehrte er nach Deutschland zurück.

## Sonstiges
Von seinen Fans wird er San Oswaldo genannt, was so viel wie Heiliger Oswaldo bedeutet.